# Acrotrema thwaitesii
Acrotrema thwaitesii är en tvåhjärtbladig växtart som beskrevs av Hook. f och Thoms. Acrotrema thwaitesii ingår i släktet Acrotrema och familjen Dilleniaceae. Utöver nominatformen finns också underarten A. t. stolonifera.